# Bonar Bridge
Bonar Bridge (Schots-Gaelisch: Drochaid a' Bhanna) is een dorp op de noordelijke oever van Kyle of Sutherland in het graafschap Sutherland in de Schotse Hooglanden. Kyle of Sutherland is een estuarium van de rivieren Oykel, Cassley, Shin en Carron die er allen in uitmonden juist voor Bonar Bridge. Het dorp kent een gemeente van de Free Presbyterian Church of Scotland.

## Geschiedenis

### Vroege geschiedenis
In mei 1900 werd een verzameling van juwelen uit de vroege Bronstijd gevonden door werkers die een granietheuvel opbliezen dicht bij Bonar Bridge. De verzameling juwelen staat bekend als de Migdale Hoard, dateren van rond 2000 v.chr. en behoren tot de verzameling van National Museums Of Scotland. Tot de verzameling behoren onder andere een bronzen bijlblad, bronzen armbanden en een bronzen hoofddeksel. Er zijn een aantal Pictische stenen gevonden in de buurt van Bonar Bridge. Volgens sommige bronnen zou in het plaatsje Drin-Leah (Drum Leadh) nabij Bonar Bridge een veldslag zijn geweest tussen de lokale inwoners en Denen. De invallers werden teruggedreven met een groot verlies van hun schepen. De eerste meldingen van nederzettingen op de noordelijke oever kan worden gevonden op kaarten van de 17e eeuw. Zo is er melding van Swordel, Creich en Migdale (Later Tulloch) allemaal nu deel van Bonar Bridge.
Op de zuidelijke oever is er al een paar decennia eerder melding van een nederzetting.

### Slag bij Bonar Bridge
In 1746 toen de troepen van de Earl of Cromartie terugkeerden naar het zuiden werden ze aangevallen door de Clan Sutherland. De Earl of Cromartie was van plan om mee te gaan vechten met Jacobieten in de Slag bij Culloden. De Earl of Sutherland wilde dit verhinderen en besloot het 500 man sterke leger aan te vallen. De Earl of Sutherland slaagde in zijn opzet en verhinderde zo dat de Clan MacKenzie mee zou vechten in Culloden.

### Meikle Ferry ramp
Tot en met 1812 kon men de Kyle of Sutherland en de Dornoch Firth enkel oversteken via een overzetboot. Op de nacht van 16 augustus 1809 scheepten meer dan 100 personen met goederen bestemd voor de markt in Tain in voor de overzet. Het zwaarbeladen schip lag gevaarlijk diep in het water maar het water was kalm. Maar halverwege raakt het schip in de problemen en kapseisde waarbij 99 mensen om het leven kwamen. Meer dan £2.900 werd ingezameld met als gevolg dat een brug werd gebouwd in 1812 in Bonar Bridge. Zie ook het artikel Lijst van rampen in Schotland.

### Bruggen
De bouw van de eerste brug startte in september 1811 en werd voltooid in 1812. De ijzeren hangbrug was ontworpen door Thomas Telford en de bouw werd uitgevoerd door Simpson & Cargill. Bonar Bridge werd gekozen als plaats voor de bouw van de brug omdat men van hier niet te ver naar het westen moest reizen om naar het noorden te gaan en omdat de bouw van één brug voldoende was.
Nadat de eerste brug was meegesleurd tijdens een zware overstroming op 29 januari 1892 werd beslist om een nieuwe brug te bouwen op dezelfde plaats. Deze nieuwe brug werd geopend op 6 juli 1893. De tweede brug werd na een tijd te zwak bevonden dus besloot men een derde brug te bouwen naast de tweede. Na voltooiing werd de tweede afgebroken. Sinds de opening van een brug in Dornoch over de Dornoch Firth in 1991 is het verkeer over de Bonar Bridge sterk gedaald.

## Toponymie
Het Schots-Gaelische woord voor doorwaadbare plaats is Àth (uitgesproken:ah). De Kyle of Sutherland had hier zo'n plaats en die werd genoemd Am Ban Àth. Ban betekent markt.
Na verloop van tijd werd Ban Àth
- Banna (18e eeuw[3] als deel van Banna Ferry)
- Bona (1730[4])
- Bonar (1744[5] als deel van Bonar Ferry)
- Bonar (1812 na de constructie van de eerste brug)

Uiteindelijk kreeg de plaats de huidige naam Bonar Bridge